# Brandhöhe
Die Brandhöhe (593,3 m) ist ein Berg im östlichen Teil des Zittauer Gebirges. Sein bewaldeter Gipfel liegt in der Gemeinde Oybin.

## Lage
Der Brandhöhe ist der höchste Punkt des Kammes  südöstlich von Oybin bzw. westlich von Lückendorf auf der Gemarkungsgrenze zwischen beiden Ortschaften. Nach Nordosten hin fällt der Kamm zum Scharfenstein ab; nach Süden zum Kammloch.

## Beschreibung
Die Brandhöhe ist der höchste Punkt eines wenig markanten bewaldeten Höhenrückens. Auf der Nordseite ragen viele teils über 50 Meter hohe Felsen auf. Hier befindet sich auch die, über einen Wanderweg zugängliche, Große Felsengasse. Nach Süden fällt die Anhöhe sanft in Richtung Lückendorf ab.